# Le Prince oublié
Le Prince oublié is een Franse familiefilm uit 2020 onder regie van Michel Hazanavicius.

## Plot
Elke nacht, terwijl Sofia in slaap valt, neemt haar vader Djibi haar mee naar "verhalenland", waar hun buitengewone sprookjesavonturen tot leven komen met Djibi in de hoofdrol als de heroïsche prins.

## Rolverdeling
| Acteur              | Personage                     |
| ------------------- | ----------------------------- |
| Omar Sy             | Djibi / de prins              |
| François Damiens    | Pritprout                     |
| Bérénice Bejo       | Clotilde / vrouw aan de poort |
| Sarah Gaye          | Sofia, 12 jaar                |
| Keyla Fala          | Sofia, 8 jaar / de prinses    |
| Bénédicte Mbemba    | Sofia, volwassen              |
| Néotis Ronzon       | Max / de nieuwe prins         |
| Philippe Vieux      | Wallace de regisseur          |
| Philippe Uchan      | Bernard de regisseur          |
| Philippe Hérisson   | Johnny de regisseur           |
| Mustapha Abourachid | Brice de regisseur            |
| Warren Zavatta      | Nicolas de regisseur          |

## Release en ontvangst
Le Prince oublié ging op 12 februari 2020 in première in Frankrijk en Zwitserland en op 19 februari in België. De film kreeg overwegend negatieve kritieken van de filmcritici, met een score van 29% op Rotten Tomatoes, gebaseerd op 7 beoordelingen. De film werd in Nederland uitgebracht door Independent Films